# Davide Cova
Davide Cova (Cagliari, 27 giugno 1891 – Oristano, 9 maggio 1947) è stato un giornalista, politico, ingegnere e architetto italiano; fondatore delPartito Sardo d'Azione.
Nella sua vita, orientata verso la difesa dei diritti umani, le sue scelte, la sua azione politica, l'esercizio stesso della sua professione d'ingegnere, rivolti sia alla salvaguardia sia al progresso, furono ampiamente dedicati al sostegno e allo sviluppo della Sardegna.

## Biografia
Trascorse l'infanzia, l'adolescenza e parte della giovinezza nella sua città natale, Cagliari. Il padre originario del nord aveva un laboratorio di ottica e fotografia a Cagliari nella centralissima Via Manno.Viaggiò in varie parti d'Italia e all'estero. Dopo la morte del padre, fu incoraggiato dalla madre a continuare gli studi alla Regia Facoltà di Matematica di Cagliari, dov'era apprezzato dai suoi insegnanti, scienziati di fama come Domenico Lovisato paleontologo, e Antonio Fais di calcolo infinitesimale.
Continuò gli studi a Milano, al Regio Istituto Tecnico o Politecnico, laureandosi in ingegneria industriale nel 1914, il diploma in architettura e vari titoli di specializzazione nel 1915. Ideologo e fondatore, nel primo periodo del XX secolo, del Movimento per la rinascita della Sardegna, definito anche "Rinascimento sardo", sorto per favorire il superamento dello stato di povertà generale del popolo sardo, per combattere contro il protezionismo, fondò a Cagliari il giornale Sardegna con Attilio Deffenu.
Partecipò a Milano a movimenti per i diritti civili e umani in particolare per il diritto di voto. In un primo momento interventista, si schierò poi per il non intervento. Dopo la prima guerra mondiale fondò a Cagliari i giornali nrl 1917 "Il Popolo Sardo  e   Il Solco nel 1919.
Nella piazza Martiri aprì uno studio d'ingegnere in società con un altro, realizzando progetti a Cagliari e altrove. Collaborò alla risistemazione dell'Orto Botanico di Cagliari. Partecipò ad alcune iniziative della Società Ginnastica "Amsicora" di Cagliari; prima come atleta e successivamente istruttore tecnico di nuoto e atletica. Realizzò opere e strutture per la pratica sportiva. Progettò lo Stadio Amsicora di Cagliari, nei terreni dell'ex colonia penale di San Bartolomeo.
Fu progettista dj allestimenti per le fiere di maggio, tra cui quella del 1921, costruì la galleria d'arte e nel luglio dello stesso anno, col pittore Felice Melis Marini, promosse la prima mostra d'arte sarda con la novità dell'apertura alla partecipazione delle artiste, tra cui ricordiamo [ [Edina Altara] ]. Fondatore di un'associazione "Famiglia Artistica Sarda" e di un movimento per l'autonomia si batté per la diffusione della cultura e per la ricerca e riscoperta dell'arte in Sardegna. Si dedicò più volte all'insegnamento. Nel 1919/20 insegnò calcolo infinitesimale alla Facoltà di matematica di Cagliari, più tardi insegnò nel liceo di Oristano.
Impegnato in politica nel movimento sardo,  fondò ad Oristano il Partito Sardo d'Azione con Emilio Lussu e Camillo Bellieni.
Nell'ottobre , a Cagliari fu aggredito da squadracce, accusato ingiustamente, la sede de Il Solco fu distrutta e il giornale bruciato in piazza. Ferito, riuscì a fuggire e a imbarcarsi su un cargo, unico mezzo in partenza, alla Darsena di Cagliari. Si ritrovò in Tunisia. Rientrato in Italia partì per Milano dove visse, sotto falso nome, lavorando in un'officina. Fu poi assolto dalle accuse. 
Rientrato in Sardegna, nel 1923 partecipò a un concorso per l'incarico di ingegnere-capo dell'Ufficio tecnico del Municipio di Oristano che vinse.
A Otistano realizzò varie opere pubblichetra cui l'acquedotto, il caseggiato scolastico, fattorie, oleifici, la Scuola d'arte applicata il monumento ai caduti, l'altare del Crocifisso di Nicodemo nella chiesa di San Francesco a Oristano. Altre sue opere diffuse nel Campidano e in altre località sono state bonifiche e trasformazioni fondiarie . 
Nel 1925 Paolo Pili in qualità di federale inaugurò la Scuola d'arte applicata con l'ing. Davide Cova, lo scultore Francesco Ciusa ed il pittore Carmelo Floris. Nel 1928 Davide Cova si sposò con Maria Rosa Fara, insegnante, ed ebbero sei figli. Per non aver ritirato la tessera del Partito Nazionale Fascista, come lui stesso disse, essendo di fede sardista, "per lealtà ", nel 1929 fu privato del posto di lavoro. La scuola d'arte fu chiusa e lui fu considerato sorvegliato 
Dopo la caduta del fascismo fu sindaco di Oristano lavorando incessantemente per il benessere della popolazione in quegli anni di guerra. I bombardamenti a Cagliari distrussero gran parte della città compreso il negozio di ottica dei genitori. L'attività nel Partito rimasta clandestina, riprese e organizzò il primo congresso di Oristano. Progettò altre opere pubbliche a titolo gratuito tra cui il pontile nel Golfo di Oristano, il museo Antiquarium Arborense, il piano regolatore, e a Cagliari partecipò alla ricostruzione della Città distrutta dai bombardamenti del febbraio 1943. Partecipò alla stesura dello statuto regionale. Morì a Oristano, sul treno per Cagliari il 9 maggio 1947.

## L'azione politica e sociale
Ancora giovanissimo Davide Cova si occupò della "Questione Sarda" con un gruppo di amici e studiosi riuniti a Cagliari per analizzare i grandi problemi della Sardegna sorti nei lunghi secoli in cui l'Isola fu luogo di pena o da depredare che continuavano irrisolti a mantenere la Regione in stato di miseria, mancanza di scuole, di strade, di industrie e leggi adeguate. La presenza dello Stato nella Sardegna, fin verso la fine dell'Ottocento, era stata soprattutto per gli avventi fiscali: anche gli studi condotti sulla società e sull'economia avevano avuto, ancora agli inizi del nuovo secolo, questo principale scopo.
Il malessere generale contribuiva ad alimentare ancor più conflitti e faide all'interno delle comunità, specialmente nello zone che restavano maggiormente isolate per la scarsa viabilità.
Davide Cova desiderando una società più giusta fondò tra il 1909-1910 un movimento politico, in parte d'ispirazione mazziniana, il "Movimento Sardo" definito "rinascimento sardo" che iniziava la sua azione col promuovere nei sardi la consapevolezza dell'identità, il senso del valore della propria cultura, l'amore per la propria terra devastata anche dal disboscamento, voluto prima dal Cavour e ancora attivo per la carbonizzazione dei restanti boschi.
Nello stesso periodo, sempre a Cagliari, fondò con Attilio Deffenu il giornale "Sardegna" illustrato dal pittore Mario Delitala, che intendeva portare avanti gli ideali del Movimento Sardo, in particolare: liberare la Sardegna dal protezionismo che favoriva le fabbriche del Nord e impediva qualsiasi attività all'imprenditoria locale sarda, promuovere l'arte e l'espressione nelle sue varie forme, quali mezzi importanti per comunicare, educare, produrre, sviluppare una maggior coscienza politica tra i sardi. Davide Cova bussò alle porte di ministri e uomini di potere per far conoscere la situazione della Sardegna.
Si recò anche dal ministro Giovanni Giolitti al quale presentò una dettagliata relazione sui problemi isolani; dal Ministro ebbe in risposta la promessa del suo intervento a sostegno della Sardegna "purché s'approntassero progetti di una certa entità di cui il territorio abbisognava e per i quali sarebbero occorsi capitali pubblici e privati". Nel 1911 in Sardegna iniziarono i lavori per la costruzione delle centrali elettriche sul fiume Tirso e sul Coghinas.
Davide Cova aderì a movimenti culturali e per le conquiste dei diritti umani; collaborò al "Movimento per il suffragio universale" e per i Diritti dei Lavoratori, fu impegnato per il Mezzogiorno e diede sostegno al nascente "Movimento per la Liberazione della Donna" specialmente dopo la legge elettorale sul suffragio universale, approvata nel 1913, che escluse totalmente le donne dal diritto di voto.
In conseguenza della lentezza di risposte da parte del Ministero, si recò a Roma con altri esponenti del Movimento Sardo, tra cui Deffenu e Sanna, per protestare contro le inadempienze e la noncuranza nei confronti dell'isola. Ricevuti da rappresentanti del Ministero, i delegati ottennero alcune promesse, vanificate negli anni successivi. Dovunque a Milano erano scontri e tafferugli, tra interventisti e non interventisti, comizi che sfociavano in risse e finivano con l'intervento della polizia.
Davide Cova non era favorevole all'intervento, ritenendo più saggia la soluzione diplomatica, pensando alle future conseguenze che avrebbero portato a interrompere il nuovo discorso da portare avanti, in Sardegna e nel resto d'Italia, le nuove idee in molti campi, sia sociali sia economici. Non dello stesso avviso Deffenu il quale fu tra coloro che si lasciarono affascinare dall'idea interventista e nonostante avesse problemi di salute, dichiarò di volersi arruolare volontario e mise la sua firma in un proclama. Ai primi di luglio del 1915 i coscritti partivano per combattere: era scoppiata la prima guerra mondiale.
L'IDEA AUTONOMISTA
Verso la fine del 1918 Davide Cova fondava a Cagliari, con alcuni studiosi, Egidio Pilia, Filiberto Farci e Virgilio Caddeo il giornale Il Popolo Sardo dal carattere politico e culturale. Ci si proponeva di promuovere il progresso isolano mediante la diffusione di istruzione e cultura, il miglioramento dell'agricoltura e migliori condizioni nel campo del lavoro. Per poter risolvere i tanti problemi peculiari che non erano presi in considerazione dal governo centrale, di fondamentale importanza appariva, in particolare a Davide Cova la conquista dell'autonomia isolana.
C'era stata la guerra 15-18 aveva aggiunto alla Sardegna nuovi problemi: Molti interruppero il lavoro, i loro studi, altri giovani erano morti in combattimento, molte braccia mancarono alle famiglie, inoltre ci fu una terribile epidemia che in Sardegna fece circa dodicimila morti, la Spagnola. 
In guerra persero la vita molti amici di Davide, tra cui dodici atleti della "Società Ginnastica Amsicora" di Cagliari che si era distinta, riportando con Loi nel 1912, l'oro alle Olimpiadi. Nel 1917 il compagno Attilio Deffenu (incrociatore ausiliario)Attilio Deffenu cadde in combattimento.

## La nascita del Partito Sardo d'Azione
Nel 1919, cessata la pubblicazione a Cagliari de Il Popolo Sardo, Davide Cova fondava il quotidiano Il Solco dove venivano ancora riespressi i motivi della necessità di un'amministrazione autonoma tenendo conto dei problemi derivati dalla situazione geografica isolana, distaccata e poco collegata col resto d'Italia, per la sua condizione di isola lontana dal Governo centrale. Gli obiettivi comprendevano la promozione dell'azione dei sardi nei vari campi della cultura, del lavoro, dell'arte e un partito politico di sostegno alla causa sarda, per tentare di risolvere i numerosissimi problemi."Non si vuole il separatismo, la Sardegna sarebbe preda dei francesi e di altri, ma il sistema dei rapporti intercedenti con l'Italia dovrà essere cambiato, modificato ..." (E. Pilia). Davide Cova parla di un popolo che ha necessità di rapporti consoni ai bisogni della Sardegna e questo si realizza con l'autonomia per la quale dobbiamo essere preparati, tenendo conto che il Governo si è impegnato di presentare al Parlamento la nuova creazione giuridica (Il Popolo Sardo 1917). E ancora "La Sardegna deve trovare nella concordia del suo popolo la forza per sottrarsi all'asservimento. Sarebbe auspicabile l'istituzione di un Consiglio Regionale con sede in Cagliari." (Il Solco 1919) Il Movimento a Cagliari è attivissimo ed ha ormai tracciate le linee guida di Partito Sardo D'Azione, con tanto di statuto da perfezionare. Nuovi sostenitori si avvicinavano, a Cagliari, attratti dalle idee, e non mancano i reduci della Prima Guerra Mondiale, appartenenti alla Federazione Sarda Combattenti del Movimento Nazionale Combattenti, che rivendicano assistenza e riconoscimenti mai corrisposti, essendo demoralizzati, dopo l'esperienza della guerra, e ritrovandosi, molti di loro, senza lavoro, afflitti per la perdita dei compagni d'armi. Davide Cova aveva perso ben dodici amici, atleti dell'Amsicora e il suo carissimo amico Attilio Deffenu, col quale aveva ideato l'autonomia sarda e fondato il "Sardegna". Deffenu fu sindacalista a Milano nello stesso periodo in cui lui era studente al Politecnico e fu uno degli interventisti più accesi. Dopo la guerra Lussu e Mastino con Davide Cova si frequentavano e nacque l'idea dell'accorpamento degli appartenenti alla Federazione Sarda Combattenti con il Partito Sardo D'Azione preesistente. I Combattenti avevano tenuto il terzo congresso a Macomer nel 1920 e a dicembre dello stesso anno Lussu, Delegato Provinciale della Federazione Combattenti di Cagliari scrive alle Sezioni Combattenti e ai Delegati mandamentali della Provincia, che era stata stabilita la creazione del Partito Sardo D'Azione e "che ogni sezione dovrebbe risultare così costituita (iscritti in due separati registri)1- La Sezione Combattenti e smobilitati)2-La Sezione degli aderenti al Partito Sardo D'Azione.Il complesso forma il Partito Sardo D'Azione che avrà a fianco le proprie organizzazioni economiche.Con questo i Combattenti non cessano di essere tali, ma rimangono sempre uniti per i loro interessi di classi e come nucleo fondamentale... "E ancora: "Alle assemblee di partito dovranno essere ammessi tutti gli iscritti. I Combattenti e gli Smobilitati però, per la tutela dei loro speciali interessi, avranno assemblee proprie" (Come si può notare, i due componenti continuano ad essere distinti come due entità politiche, da un lato il Partito Sardo D'Azione, dall'altro il Movimento Combattenti, il che dimostra che il Partito Sardo D'Azione era preesistente.) Firmato:(Per la Giunta Esecutiva il Delegato Provinciale Emilio Lussu).Tra il 1920 e il 1921 si registra giuridicamente il Partito Sardo d'Azione con Davide Cova, Camillo Bellieni, Emilio Lussu e altri compagni. Le date del convegno e della registrazione sono stabilite per i giorni 17 e 18 Aprile 1921, il luogo prescelto è la città di Oristano, per la sua importanza simbolica in quanto patria della Giudicessa Eleonora, colei che tentò di unificare la Sardegna, combattendo aspramente contro gli Aragonesi per renderla indipendente.La sede della registrazione fu il tribunale di Oristano. Alle elezioni del 1920 il successo si ebbe con quattro parlamentari sardi in Parlamento e dovunque nell'Isola si osservò una rinata fiducia. Nei congressi di quegli anni Davide Cova definiva la Sardegna: "Cuore del Mediterraneo" per la sua centralità geografica nel mare e sosteneva la necessità di creare infrastrutture strade e porti per rendere più facili i collegamenti.
A Oristano nel 1920 definì la città "Cuore dell'Isola", per la sua posizione di quasi equidistanza dagli altri centri, e per la sua funzione simbolica in quanto patria della giudice Eleonora D'Arborea, la promulgatrice del primo codice di leggi sardo. Preparato lo Statuto, l'anno dopo, a Oristano, nel congresso del 17, 18 aprile 1921 il Partito Sardo d'Azione nacque ufficialmente. Quindi sulle linee fondamentali del programma tracciate in precedenza, continuando l'opera pedagogica e divulgativa dell'idea autonomista, il Partito andava a organizzarsi con diverse sezioni nell'Isola, registrando tra gli iscritti anche la maggior parte degli ex combattenti.Il successo del Partito Sardo suscitò l'antagonismo dei raggruppamenti fascisti che dal 1919 andavano costituendosi in tutta la Sardegna e in particolare a Cagliari. Davide Cova fu aggredito da un gruppo di squadracce armate molto attive a Cagliari e nell'Iglesiente. Sostenute dalla stampa locale distruggevano le sedi avversarie e praticavano lo scontro fisico. Ferito, riuscì a sfuggire agli aggressori e nascondersi, a curarsi con acqua e aceto, quindi raggiunto il Porto, nella notte trovò l'imbarco sulla prima nave in partenza. I Sardisti erano apertamente accusati di voler distruggere l'unità nazionale: il giornale Il Solco fu bruciato in piazza. Davide Cova, scampato all'arresto, fuggì prima a Tunisi, poi a Milano. Rientrato in Sardegna nel 1923 si trasferì ad Oristano, una cittadina di circa diecimila abitanti. Superato un concorso al posto di ingegnere-capo dell'Ufficio tecnico municipale si ritrovò a dover realizzare molte opere necessarie alla città: l'acquedotto (per il quale fece studi sull'acquedotto delle Puglie, allora il più grande ed efficiente d'Europa), il caseggiato della scuola elementare, i giardini pubblici, il monumento ai Caduti, numerosi edifici, aziende agricole, opere di bonifica e di trasformazione fondiaria, ecc. Nel 1929 fu allontanato dall'incarico per non aver ritirato la tessera del PNF.

## La Scuola d'arte applicata di Oristano
Nel 1923 a Oristano, Davide Cova progettò l'edificio della scuola elementare e la Scuola d'arte applicata, per l'insegnamento artistico di pittura, ceramica, scultura e altre attività artistiche e artigianali. Eseguì quest'ultima opera su una struttura preesistente in stato di abbandono, ristrutturandola e dotandola delle aule necessarie, delle fornaci per la cottura dei manufatti d'argilla e delle attrezzature per gli insegnamenti delle diverse materie, tra cui erano comprese, oltre alle arti grafiche (disegno, decoro, stampa, pittura), la lavorazione artigianale artistica del legno, del ferro e di altri materiali.
Nella scuola d'arte, da lui invitati a prestarvi insegnamento, furono presenti alcuni tra gli artisti sardi migliori di quel periodo, suoi amici, tra cui lo scultore Francesco Ciusa, i pittori Felice Melis Marini, Antonio Ballero, Mario Delitala, il decoratore, incisore e arredatore Gaetano Ciuffo, i pittori Carmelo Floris, Giuseppe Biasi, Filippo Figari bravi artigiani del legno e del ferro. Elementi d'architettura e disegno era la materia di sua pertinenza.
La Scuola d'arte applicata, che diventò riconosciuta nel 1925, ebbe come docenti effettivi Francesco Ciusa che fu nominato direttore, Carmelo Floris e DavideCova. Obiettivo della scuola era fornire ai giovani istruzione e competenza,  per la nascita di nuove idee in campo artigianale e industriale. 
I risultati furono subito positivi.
La scuola era parte di un progetto molto ampio preparato dall'ingegner Cova per Oristano, che, nelle sue intenzioni costituiva un modello da estendere adeguatamente nell'isola: si trattava di un piano generale che prospettava la nascita del porto nell'ampio golfo di Oristano, e quella di un borgo nella marina della Gran Torre (oggi Torregrande) e inoltre creava nella città unità abitative, scuole, edifici, giardini, piazze, spazi da destinare allo sport e allo svago, un museo archeologico e una pinacoteca.
Oristano che contava solo diecimila abitanti di conseguenza avrebbe avuto un notevole sviluppo con nuovi posti di lavoro da poter accogliere, in breve tempo, circa trentamila abitanti. Il progetto si presentò accattivante anche per le autorità locali, ma si interruppe, nel 1929.L'ing. Davide Cova,  inseguito al rifiuto di iscriversi al Partito Fasc, fu privato del posto di capo ufficio tecnico municipale e anche la scuola d'arte chiuse.
Egli fu successivamente considerato elemento da sorvegliare e ogni tanto veniva recluso. Tuttavia vinse lo sconforto dedicandosi ancor più alla sua professione d'ingegnere, realizzando, molte volte a proprie spese, fattorie, oleifici, opere di bonifica, mantenendosi in qualche modo in contatto con alcuni amici in esilio e con altri nell'Isola.

## Sindaco di Oristano
Durante la seconda guerra mondiale i bombardamenti improvvisi degli alleati americani del 1943 a Cagliari distrussero anche la casa materna e il negozio di ottica di famiglia. 
La madre si salvò per miracolo. Nel dicembre del 1943 Davide Cova divenne sindaco del Comune di Oristano, incaricato dal Comitato di Liberazione Nazionale. Mise ordine alla città sconvolta dagli eventi, attento a rispondere alle esigenze dirette della popolazione, compiendo quelle azioni che servivano, nell'immediato, a dare sostegno alla gente, come l'acquisto dei vaccini contro l'epidemia di tifo, l'ordinanza sull'orto di guerra affinché, nel rispetto delle norme, alla popolazione non mancassero i viveri e l'esercito avesse di che approvvigionarsi, senza doversi servire dei viveri destinati ai civili, le piccole o grandi necessità dei cittadini in tempi assai difficili.
Si rimise all'opera di progettazione del piano regolatore urbanistico di Oristano, quello stesso che ebbe a interrompere nel 1929, per il suo rifiuto della tessera di iscrizione al PNF quando tutti gli altri partiti politici furono aboliti ed era obbligatorio dichiararsi esclusivamente appartenenti all'unico partito riconosciuto, quello fascista (la tessera non venne da lui ritirata nonostante le minacce e le ripercussioni. Dichiaratosi di idee liberali fu infatti privato del lavoro di dirigente dell'ufficio tecnico municipale di Oristano. Tra le conseguenze ci fu anche quella di sorvegliato speciale dall'OVRA.)
Progettò il porto e la zona marina di Torregrande, realizzò la sistemazione edilizia in alcune zone della città, ripristinò le zone verdi, lavorando a lume di candela e a sue spese, per non gravare sul già difficoltoso bilancio comunale. Istituì il Museo Antiquarium Arborense e nominò un curatore dei beni archeologici provenienti da siti preistorici della Sardegna e dall'antica città di Tharros. Fu nominato dal CLN commissario per la provincia di Cagliari.
Molto impegnato tra il giornale e le riunioni di partito portò avanti i suoi principi di libertà fino all'ultimo, di una nazione repubblicana ma senza abbandonare l'idea autonomista per la Sardegna, un'isola con tanti problemi irrisolti, e decentrata. Organizzò il primo congresso del Partito Sardo d'Azione del dopoguerra, che si tenne a Oristano, nei locali del cinema "Arborea". 
Continuò la sua opera attivamente nel Partito Sardo d'Azione. Collaborò con gli avvocati Piero Sotgiu e Gonario Pinna alla stesura di un progetto di Statuto Regionale per la Sardegna ininterrottamente fino all'improvvisa morte nel maggio del 1947.